# Zostérops du Karthala
Zosterops mouroniensis
Espèce
Statut de conservation UICN

VU : Vulnérable
Le Zostérops du Karthala (Zosterops mouroniensis) est une espèce d'oiseaux de la famille des Zosteropidae. Il est endémique d'un volcan des Comores, ce qui le rend plutôt vulnérable ; il reste encore assez mal connu.

## Dénomination
Le nom Zostérops est issu du grec ζωστήρ (zoster) signifiant « ceinture » et ὤψ (ops) signifiant « œil », en référence au cercle blanc qui entoure ses yeux. Le qualificatif « du Karthala » se réfère au Karthala, un volcan des Comores dont il est endémique, tandis que l'épithète latin mouroniensis se réfère à Moroni, la capitale des Comores.

## Description
Le Zostérops du Karthala est caractérisé par son ventre et sa gorge jaune vif assez uniforme, ainsi que son front jaune. Ses dessus sont vert olive, plus foncés vers l'arrière. Son bec et ses pattes sont noirs, et il possède un iris rougeâtre-brun accompagné du cercle oculaire blanc caractéristique des zostérops,.
La femelle est identique au mâle, et les juvéniles sont plus ternes, avec un cercle oculaire moins prononcé.

## Répartition et habitat
Le Zostérops du Karthala est endémique du Karthala, un volcan situé sur l'île de Grande Comore dans l'archipel des Comores. On le trouve dans des forêts ouvertes ou des bruyères, typiquement à partir de 1 750 m d'altitude ; les zones plus basses de l'île sont occupées par le Zostérops de Kirk.

## Écologie et comportement
Le Zostérops du Karthala est assez mal connu ; il se nourrit de baies et d'insectes (y compris des chenilles). Un seul nid a été observé, prenant la forme d'un bol fait d'herbes fines suspendu entre deux branches d'un buisson, et contenant 3 œufs bleu pâle. La saison de la reproduction serait aux alentours de septembre.

## Systématique
Le Zostérops du Karthala a été décrit pour la première fois par Alphonse Milne-Edwards et Émile Oustalet en 1867.
Il est actuellement considéré comme une espèce monotypique dans la la classification de référence du Congrès ornithologique international (2 avril 2024).
Une étude phylogénétique datant de 2006 portant sur les zostérops de l'Océan indien montre une proximité génétique avec le Zostérops de Marianne et les espèces présentes sur les Mascareignes, ce qui est surprenant étant donné la séparation géographique de ces îles. Les auteurs suggèrent que la séparation aurait eu lieu il y a 1,8 million d'années ; l'île de Grande Comore n'existant que depuis 500 000 ans, il est probable que les ancêtres du Zostérops du Karthala soient issus de la colonisation de Madagascar ou d'une autre île des Comores, dont ils ont aujourd'hui disparu.

## Le Zostérops du Karthala et l'humain

### Conservation
Le Zostérops du Karthala est considéré comme « vulnérable » par l'UICN (2 avril 2024) en raison de sa faible population et son habitat limité ; on estime qu'il en existe entre 1 500 et 7 000 adultes, un nombre qui semble stable mais pourrait être affecté par l'activité volcanique de l'île. Une grosse éruption du  Karthala pourrait être fatale à l'espèce.